# Édouard van den Corput
Pour les articles homonymes, voir Corput.
Edouard Bernard Henri Joseph van den Corput, né à Bruxelles le 20 avril 1821 et mort à Ixelles le 22 février 1908, est un médecin et homme politique belge.

## Fonctions et mandats
- Membre du Sénat belge : 1894-1900

## Publications
- Des eaux minérales naturelles et de leur analyse, Bruxelles, 1847.
- L'épidémie de fièvre récurrente observée à Saint-Petersbourg en 1864, Bruxelles, 1865.
- Origine et cause de l'épidémie de fièvre typhoïde qui a régné à Bruxelles pendant les premiers mois de 1869, Bruxelles, 1869.
- La crémation, Bruxelles, 1885.
- Les lazarets volants et les lazarets fixes, Bruxelles, 1885.
- L'alcoolisme, l'hérédité et la question sociale, Bruxelles, 1895.
- Bruxellensia. Croquis artistiques et historiques, Bruxelles, 1896.
- Utilité des embellissements de Bruxelles. Nécessité de l'agrandissement territorial de la capital de la Belgique, Bruxelles, 1899.

## Sources
- P. Van Molle, Het Belgisch parlement, p. 337.